# James Kirkwood, Jr.
James Kirkwood, Jr. (22 de agosto de 1924 - 21 de abril de 1989) fue un dramaturgo y escritor estadounidense. 

## Biografía
Nacido en Los Ángeles, California, su padre era el actor y director cinematográfico de la época del cine mudo James Kirkwood, Sr., y su madre la actriz Lila Lee. Tras el divorcio de sus padres, pasó mucho tiempo con la familia de su madre en Elyria, Ohio, donde se graduó en la high school.

### Carrera
Kirkwood escribió la novela semiautobiográfica There Must Be a Pony, que se adaptó para la televisión en una producción interpretada por Elizabeth Taylor y Robert Wagner. En el relato, el personaje principal, Jimmy, actuaba en la serie televisiva de la década de 1950 Valiant Lady, tal y como Kirkwood había hecho en la vida real. 
Otras de sus novelas fueron Tu gato está muerto (adaptada para el teatro con el mismo nombre, y adaptada a su vez para el cine por Steve Guttenberg), Buenos Momentos/Malos Momentos, Some Kind of Hero, y Hit Me with a Rainbow.
Kirkwood recibió en 1976 un Premio Tony al mejor musical, el Premio Drama Desk a un musical, el Premio New York Drama Critics, y el Premio Pulitzer con su colaborador Nicholas Dante por A Chorus Line.  
Además de las anteriores, también escribió la comedia Legends!, que se representó en gira por los Estados Unidos en 1987 por Mary Martin y Carol Channing. Legends! fue la gira de mayor éxito de la temporada, pero diferencias entre los productores y Mary Martin impidieron su estreno en Broadway. Kirkwood escribió un libro sobre la producción de Legends! titulado Diary of a Mad Playwright: Perilous Adventures on the Road with Mary Martin and Carol Channing.
Legends! volvió a representarse en el otoño de 2006, interpretada por Joan Collins y Linda Evans. Se hizo una gira por más de 30 ciudades de Estados Unidos y Canadá, pero no llegó a estrenarse en Broadway, tal y como estaba planeado.

### Vida personal
Kirkwood fue amigo personal de Clay Shaw, el hombre de negocios de Nueva Orleáns acusado y juzgado por conspiración en el asesinato del Presidente de los Estados Unidos John F. Kennedy por el fiscal Jim Garrison. Shaw fue posteriormente absuelto, y la historia del juicio dio lugar al libro de Kirkwood American Grotesque.
James Kirkwood, Jr. falleció a causa de un cáncer secundario a un sida en 1989 en la ciudad de Nueva York.

## Obra
Novela
- There Must Be A Pony!
- Good Times/Bad Times
- Hit Me with a Rainbow
- Some Kind of Hero
- Tu gato está muerto
- I Teach Flying (inacabada)

Teatro
- U.T.B.U. (Unhealthy To Be Unpleasant)
- Legends!
- A Chorus Line (libro escrito junto a Nicholas Dante)
- Stage Stuck (escrito con Jim Piazza)

Ensayo
- American Grotesque
- Diary of a Mad Playwright: Perilous Adventures on the Road with Mary Martin and Carol Channing, sobre la producción de la pieza Legends! (Dutton, 1989)